# Basketbal op de Olympische Zomerspelen 1996

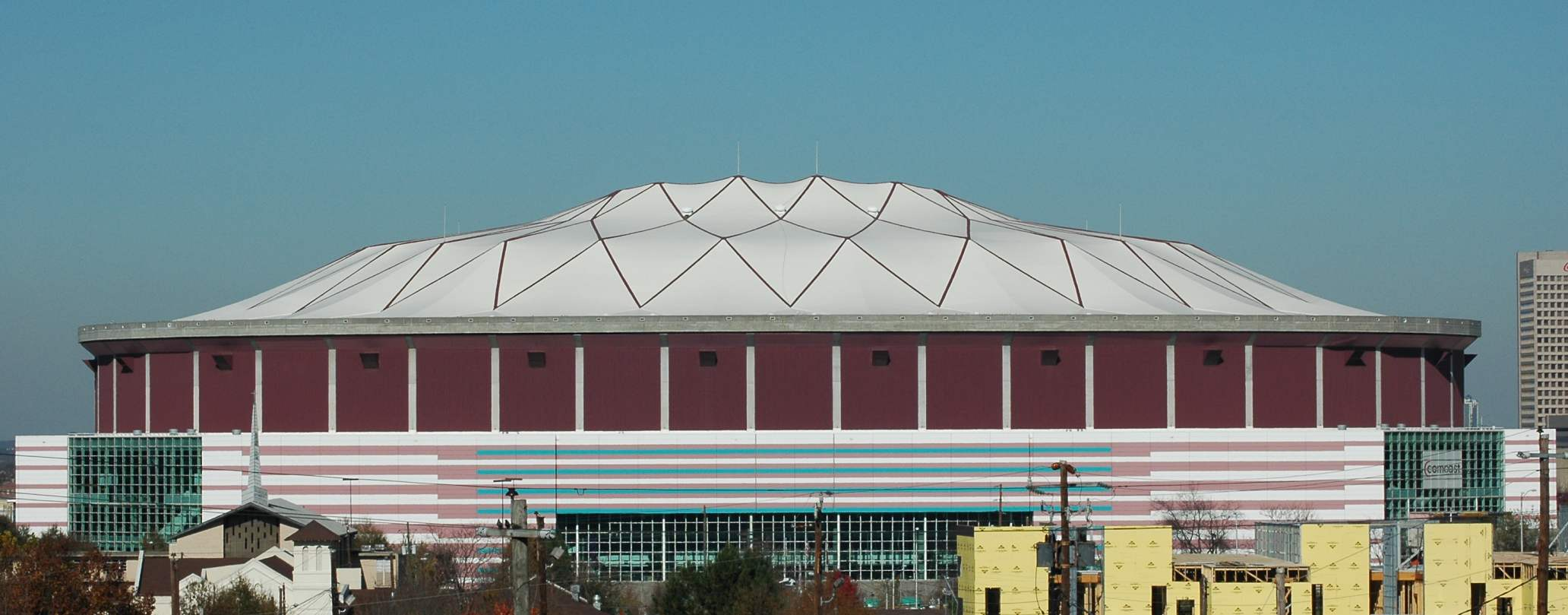
Georgia Dome

Basketbal is een van de sporten die beoefend werden tijdens de Olympische Zomerspelen 1996 in Atlanta.

## Mannen

### Voorronde

#### Groep A
| Datum   | Land             | Score    | Land             |
| ------- | ---------------- | -------- | ---------------- |
| 20 juli | China            | 70 - 67  | Angola           |
| 20 juli | Litouwen         | 83 - 81  | Kroatië          |
| 20 juli | Verenigde Staten | 96 - 68  | Argentinië       |
| 22 juli | Kroatië          | 109 - 78 | China            |
| 22 juli | Argentinië       | 65 - 61  | Litouwen         |
| 22 juli | Angola           | 54 - 87  | Verenigde Staten |
| 24 juli | China            | 87 - 77  | Argentinië       |
| 24 juli | Kroatië          | 71 - 48  | Angola           |
| 24 juli | Litouwen         | 82 - 104 | Verenigde Staten |
| 26 juli | Angola           | 49 - 85  | Litouwen         |
| 26 juli | Argentinië       | 75 - 90  | Kroatië          |
| 26 juli | Verenigde Staten | 133 - 70 | China            |
| 28 juli | China            | 55 - 116 | Litouwen         |
| 28 juli | Kroatië          | 71 - 102 | Verenigde Staten |
| 28 juli | Argentinië       | 66 - 62  | Angola           |

| Groep A |                  |             |             |             |            |            |            |        |
| #       | Land             | Wedstrijden | Wedstrijden | Wedstrijden | Doelpunten | Doelpunten | Doelpunten | Punten |
| #       | Land             | G           | W           | V           | V          | T          | Saldo      | Punten |
| 1       | Verenigde Staten | 5           | 5           | 0           | 522        | 345        | 177        | 10     |
| 2       | Litouwen         | 5           | 3           | 2           | 427        | 354        | 73         | 8      |
| 3       | Kroatië          | 5           | 3           | 2           | 422        | 386        | 36         | 8      |
| 4       | China            | 5           | 2           | 3           | 360        | 502        | -142       | 7      |
| 5       | Argentinië       | 5           | 2           | 3           | 351        | 396        | -45        | 7      |
| 6       | Angola           | 5           | 0           | 5           | 280        | 379        | -99        | 5      |

#### Groep B
| Datum   | Land        | Score     | Land        |
| ------- | ----------- | --------- | ----------- |
| 20 juli | Australië   | 111 - 88  | Zuid-Korea  |
| 20 juli | Griekenland | 63 - 71   | Joegoslavië |
| 20 juli | Puerto Rico | 98 - 101  | Brazilië    |
| 22 juli | Brazilië    | 87 - 89   | Griekenland |
| 22 juli | Zuid-Korea  | 86 - 98   | Puerto Rico |
| 22 juli | Joegoslavië | 91 - 68   | Australië   |
| 24 juli | Joegoslavië | 118 - 65  | Zuid-Korea  |
| 24 juli | Australië   | 109 - 101 | Brazilië    |
| 24 juli | Griekenland | 80 - 69   | Puerto Rico |
| 26 juli | Puerto Rico | 96 - 101  | Australië   |
| 26 juli | Zuid-Korea  | 86 - 108  | Griekenland |
| 26 juli | Brazilië    | 82 - 101  | Joegoslavië |
| 28 juli | Australië   | 103 - 62  | Griekenland |
| 28 juli | Joegoslavië | 97 - 86   | Puerto Rico |
| 28 juli | Brazilië    | 127 - 97  | Zuid-Korea  |

| Groep B |             |             |             |             |            |            |            |        |
| #       | Land        | Wedstrijden | Wedstrijden | Wedstrijden | Doelpunten | Doelpunten | Doelpunten | Punten |
| #       | Land        | G           | W           | V           | V          | T          | Saldo      | Punten |
| 1       | Joegoslavië | 5           | 5           | 0           | 478        | 364        | 114        | 10     |
| 2       | Australië   | 5           | 4           | 1           | 492        | 438        | 54         | 9      |
| 3       | Griekenland | 5           | 3           | 2           | 402        | 416        | -14        | 8      |
| 4       | Brazilië    | 5           | 2           | 3           | 498        | 494        | 4          | 7      |
| 5       | Puerto Rico | 5           | 1           | 4           | 447        | 465        | -18        | 6      |
| 6       | Zuid-Korea  | 5           | 0           | 5           | 422        | 562        | -140       | 5      |

### Kwartfinales
| Datum   | Land             | Score    | Land        |
| ------- | ---------------- | -------- | ----------- |
| 30 juli | Verenigde Staten | 98 - 75  | Brazilië    |
| 30 juli | Joegoslavië      | 128 - 61 | China       |
| 30 juli | Litouwen         | 99 - 66  | Griekenland |
| 30 juli | Australië        | 73 - 71  | Kroatië     |

### Plaatsingsronde

#### 9e t/m 12e plaats
| Datum   | Land        | Score   | Land       |
| ------- | ----------- | ------- | ---------- |
| 30 juli | Argentinië  | 97 - 79 | Zuid-Korea |
| 30 juli | Puerto Rico | 76 - 67 | Angola     |

#### 5e t/m 8e plaats
| Datum      | Land     | Score    | Land        |
| ---------- | -------- | -------- | ----------- |
| 1 augustus | Brazilië | 80 - 74  | Kroatië     |
| 1 augustus | China    | 75 - 115 | Griekenland |

#### 11e en 12e plaats
| Datum      | Land       | Score   | Land   |
| ---------- | ---------- | ------- | ------ |
| 2 augustus | Zuid-Korea | 61 - 99 | Angola |

#### 9e en 10e plaats
| Datum      | Land       | Score   | Land        |
| ---------- | ---------- | ------- | ----------- |
| 2 augustus | Argentinië | 87 - 77 | Puerto Rico |

#### 7e en 8e plaats
| Datum      | Land  | Score   | Land    |
| ---------- | ----- | ------- | ------- |
| 2 augustus | China | 85 - 99 | Kroatië |

#### 5e en 6e plaats
| Datum      | Land        | Score   | Land     |
| ---------- | ----------- | ------- | -------- |
| 2 augustus | Griekenland | 91 - 72 | Brazilië |

### Halve Finales
| Datum      | Land             | Score    | Land      |
| ---------- | ---------------- | -------- | --------- |
| 1 augustus | Verenigde Staten | 101 - 73 | Australië |
| 1 augustus | Joegoslavië      | 66 - 58  | Litouwen  |

### Bronzen Finale
| Datum      | Land     | Score   | Land      |
| ---------- | -------- | ------- | --------- |
| 3 augustus | Litouwen | 80 - 74 | Australië |

### Finale
| Datum      | Land        | Score   | Land             |
| ---------- | ----------- | ------- | ---------------- |
| 3 augustus | Joegoslavië | 69 - 95 | Verenigde Staten |

### Eindrangschikking
| Goud | Zilver | Brons | 4 |
| Verenigde Staten Charles Barkley Penny Hardaway Grant Hill Hakeem Olajuwon Karl Malone Reggie Miller Shaquille O'Neal Gary Payton Scottie Pippen Mitch Richmond David Robinson John Stockton                                                       | Joegoslavië Dejan Tomašević Miroslav Berić Dejan Bodiroga Željko Rebrača Predrag Danilović Vlade Divac Aleksandar Đorđević Saša Obradović Žarko Paspalj Zoran Savić Nikola Lončar Milenko Topić                                                      | Litouwen Arvydas Sabonis Rimas Kurtinaitis Darius Lukminas Saulius Štombergas Eurelijus Žukauskas Šarūnas Marčiulionis Mindaugas Žukauskas Gintaras Einikis Andrius Jurkūnas Artūras Karnišovas Rytis Vaišvila Tomas Pačėsas | Australië Tony Ronaldson Andrew Gaze Shane Heal Mark Bradtke Andrew Vlahov Brett Maher Scott Fisher Pat Reidy Sam Mackinnon Tonny Jensen John Dorge Ray Borner         |
| 5 | 6 | 7 | 8 |
| Griekenland Panayotis Giannakis Giorgos Sigalas Nikos Economou Panayotis Fassoulas Theofanis Christodoulou Efthimios Bakatsias Costas Patavoukas Dimitris Papanikolaou Eleftherios Kakiousis Fragiskos Alvertis Dinos Angelidis Efthimios Rentzias | Brazilië André Fonseca João José Vianna Wilson Fernando Kuhn Minuci Aristides Josuel dos Santos Oscar Schmidt Demétrius Ferraciú Caio Cassiolato Carlos Olivia do Nascimento Caio Franco Silveira António José Santana Rogério Klafke Joélcio Joerke | Kroatië Stojko Vranković Dino Rađa Toni Kukoč Arijan Komazec Velimir Perasović Vladan Alanović Veljko Mršić Damir Mulaomerović Slaven Rimac Josip Vranković Davor Marcelić Žan Tabak                                         | China Li Xiaoyong Zheng Wu Sun Jun Wu Naiqin Menk Batere Wang Zhizhi Hu Weidong Wu Qinglong Liu Yudong Li Nan Shan Tao Gong Xiaobin                                    |
| 9 | 10 | 11 | 12 |
| Argentinië Esteban de la Fuente Juan Espil Daniel Farabello Ernesto Michel Marcelo Milanesio Marcelo Nicola Fabricio Oberto Diego Osella Esteban Pérez Jorge Racca Luis Villar Rubén Wolkowyski                                                    | Puerto Rico José Ortiz Pablo Alicea Jerome Mincy Ramón Rivas Georgie Torres Joel Curbelo Richard Soto Eddie Rivera Carmelo Travieso Edgar Padilla Eugenio Soto Daniel Santiago                                                                       | Angola Aníbal Moreira Angelo Victoriano Honorato Troso António Carvalho David Bartolomeu Dias Edmar Victoriano Benjamin Ucuahamba Herlander Coimbra Justino Victoriano Benjamin Romano José Guimarães Jean-Jacques Conceiçao | Zuid-Korea Kang Dong-hee Hyun Joo-yeop Hur Jae Moon Kyung-eun Jung Jae-kun Lee Sang-min Yang Hee-seung Woo Ji-won Oh Sung-sik Gi Dong-kee Chun Hee-chul Chung Kyung-ho |

## Vrouwen

### Voorronde

#### Groep A
| Datum   | Land     | Score    | Land     |
| ------- | -------- | -------- | -------- |
| 21 juli | Brazilië | 69 - 56  | Canada   |
| 21 juli | Japan    | 63 - 73  | Rusland  |
| 21 juli | Italië   | 62 - 53  | China    |
| 23 juli | China    | 72 - 75  | Japan    |
| 23 juli | Canada   | 54 - 59  | Italië   |
| 23 juli | Rusland  | 68 - 82  | Brazilië |
| 25 juli | Italië   | 70 - 75  | Rusland  |
| 25 juli | Brazilië | 100 - 80 | Japan    |
| 25 juli | Canada   | 49 - 61  | China    |
| 27 juli | Japan    | 52 - 66  | Italië   |
| 27 juli | China    | 83 - 98  | Brazilië |
| 27 juli | Rusland  | 68 - 49  | Canada   |
| 29 juli | Rusland  | 94 - 78  | China    |
| 29 juli | Italië   | 73 - 75  | Brazilië |
| 29 juli | Canada   | 85 - 95  | Japan    |

| Groep A |          |             |             |             |            |            |            |        |
| #       | Land     | Wedstrijden | Wedstrijden | Wedstrijden | Doelpunten | Doelpunten | Doelpunten | Punten |
| #       | Land     | G           | W           | V           | V          | T          | Saldo      | Punten |
| 1       | Brazilië | 5           | 5           | 0           | 424        | 360        | 64         | 10     |
| 2       | Rusland  | 5           | 4           | 1           | 378        | 342        | 36         | 9      |
| 3       | Italië   | 5           | 3           | 2           | 330        | 309        | 21         | 8      |
| 4       | Japan    | 5           | 2           | 3           | 365        | 396        | -31        | 7      |
| 5       | China    | 5           | 1           | 4           | 347        | 378        | -31        | 6      |
| 6       | Canada   | 5           | 0           | 5           | 293        | 352        | -59        | 5      |

#### Groep B
| Datum   | Land             | Score    | Land             |
| ------- | ---------------- | -------- | ---------------- |
| 21 juli | Zaïre            | 65 - 81  | Oekraïne         |
| 21 juli | Verenigde Staten | 101 - 84 | Cuba             |
| 21 juli | Zuid-Korea       | 61 - 76  | Australië        |
| 23 juli | Verenigde Staten | 98 - 65  | Oekraïne         |
| 23 juli | Australië        | 91 - 45  | Zaïre            |
| 23 juli | Cuba             | 70 - 55  | Zuid-Korea       |
| 25 juli | Verenigde Staten | 107 - 47 | Zaïre            |
| 25 juli | Zuid-Korea       | 72 - 67  | Oekraïne         |
| 25 juli | Cuba             | 63 - 75  | Australië        |
| 27 juli | Zaïre            | 71 - 95  | Zuid-Korea       |
| 27 juli | Oekraïne         | 87 - 75  | Cuba             |
| 27 juli | Australië        | 79 - 96  | Verenigde Staten |
| 29 juli | Oekraïne         | 54 - 48  | Australië        |
| 29 juli | Zuid-Korea       | 64 - 105 | Verenigde Staten |
| 29 juli | Cuba             | 73 - 59  | Zaïre            |

| Groep B |                  |             |             |             |            |            |            |        |
| #       | Land             | Wedstrijden | Wedstrijden | Wedstrijden | Doelpunten | Doelpunten | Doelpunten | Punten |
| #       | Land             | G           | W           | V           | V          | T          | Saldo      | Punten |
| 1       | Verenigde Staten | 5           | 5           | 0           | 507        | 339        | +168       | 10     |
| 2       | Oekraïne         | 5           | 3           | 2           | 354        | 358        | –4         | 8      |
| 3       | Australië        | 5           | 3           | 2           | 369        | 319        | +50        | 8      |
| 4       | Cuba             | 5           | 2           | 3           | 365        | 377        | –12        | 7      |
| 5       | Zuid-Korea       | 5           | 2           | 3           | 347        | 389        | –42        | 7      |
| 6       | Zaïre            | 5           | 0           | 5           | 287        | 447        | –160       | 5      |

### Kwartfinales
| Datum   | Land             | Score    | Land      |
| ------- | ---------------- | -------- | --------- |
| 31 juli | Brazilië         | 101 - 69 | Cuba      |
| 31 juli | Verenigde Staten | 108 - 93 | Japan     |
| 31 juli | Rusland          | 70 - 74  | Australië |
| 31 juli | Oekraïne         | 59 - 50  | Italië    |

### Plaatsingsronde

#### 9e t/m 12e plaats
| Datum   | Land       | Score   | Land   |
| ------- | ---------- | ------- | ------ |
| 31 juli | China      | 91 - 67 | Zaïre  |
| 31 juli | Zuid-Korea | 88 - 79 | Canada |

#### 5e t/m 8e plaats
| Datum      | Land  | Score   | Land    |
| ---------- | ----- | ------- | ------- |
| 1 augustus | Cuba  | 78 - 70 | Italië  |
| 1 augustus | Japan | 69 - 80 | Rusland |

#### 11e en 12e plaats
| Datum      | Land  | Score   | Land   |
| ---------- | ----- | ------- | ------ |
| 3 augustus | Zaïre | 46 - 88 | Canada |

#### 9e en 10e plaats
| Datum      | Land  | Score   | Land       |
| ---------- | ----- | ------- | ---------- |
| 3 augustus | China | 85 - 71 | Zuid-Korea |

#### 7e en 8e plaats
| Datum      | Land  | Score   | Land   |
| ---------- | ----- | ------- | ------ |
| 3 augustus | Japan | 81 - 69 | Italië |

#### 5e en 6e plaats
| Datum      | Land    | Score   | Land |
| ---------- | ------- | ------- | ---- |
| 3 augustus | Rusland | 91 - 74 | Cuba |

### Halve Finales
| Datum      | Land      | Score   | Land             |
| ---------- | --------- | ------- | ---------------- |
| 2 augustus | Oekraïne  | 60 - 81 | Brazilië         |
| 2 augustus | Australië | 71 - 93 | Verenigde Staten |

### Bronzen Finale
| Datum      | Land     | Score   | Land      |
| ---------- | -------- | ------- | --------- |
| 4 augustus | Oekraïne | 56 - 66 | Australië |

### Finale
| Datum      | Land     | Score    | Land             |
| ---------- | -------- | -------- | ---------------- |
| 4 augustus | Brazilië | 87 - 111 | Verenigde Staten |

### Eindrangschikking
| Goud | Zilver | Brons | 4 |
| Verenigde Staten Teresa Edwards Dawn Staley Ruthie Bolton Sheryl Swoopes Jennifer Azzi Lisa Leslie Carla McGhee Katy Steding Katrina McClain Rebecca Lobo Venus Lacy Nikki McCray                            | Brazilië Hortência Marcari Maria Angélica Adriana Santos Leila Sobral Maria Paula Silva Janeth Arcain Roseli Gustavo Marta Sobral Silvinha Alessandra Oliveira Cíntia Santos Cláudia Maria Pastor | Australië Robyn Maher Allison Cook Sandy Brondello Michele Timms Shelley Sandie Trisha Fallon Michelle Chandler Fiona Robinson Carla Boyd Jenny Whittle Rachael Sporn Michelle Brogan    | Oekraïne Roeslana Kyrytsjenko Viktorija Boerenok Olena Zjyrko Maryna Tkatsjenko Ljoedmyla Nazarenko Olena Oberemko Viktorija Paradiz Viktorija Leleka Oksana Dovhaljoek Diana Sadovnykova Natalja Siljanova Olga Sjilakova |
| 5 | 6 | 7 | 8 |
| Rusland Jevgenia Nikonova Jelena Baranova Irina Soemnikova Elen Sjakirova Jelena Psjikova Ljoedmila Konovalova Irina Roetkovskaja Maria Stepanova Natalja Svinoechova Svetlana Koeznetsova Svetlana Antipova | Cuba Tania Seino María León Yamilet Martínez Dalia Henry Milayda Enriquez Lisdeivis Víctores Olga Vigil Grisel Herrera Biosotys Lagnó Judith Aguila Cariola Hechavarría Gertrudis Gómez           | Japan Aki Ichijo Chikako Murakami Mikiko Hagiwara Takako Kato Noriko Hamaguchi Taeko Oyama Kikuko Mikawa Kagari Yamada Yuka Harada Akemi Okazato Mayumi Kawasaki Mutsuko Nagata          | Italië Susanna Bonfiglio Mara Fullin Valentina Gardellin Catarina Pollini Lorenza Arnetoli Stefania Zanussi Elena Paparazzo Nicoletta Caselin Viviana Ballabio Marta Rezoagli Giuseppina Tufano Novella Schiesaro          |
| 9 | 10 | 11 | 12 |
| China Zheng Dongmei Liang Xin Zheng Haixia He Jun Ma Zongqing Miao Bo Li Xin Liu Jun Shen Li Chu Hui Li Dongmei Ma Chengqing                                                                                 | Zuid-Korea Chun Joo-weon Han Hyun-sun Yoo Young-joo An Sun-mi Jung Sun-min Kim Ji-yoon Kwun Eun-jeong Park Jung-eun Kim Jung-min Chun Eun-sook Lee Jong-ae Chung Eun-soon                         | Canada Bev Smith Karla Karch Jodi Evans Dianne Norman Andrea Blackwell Camille Thompson Susan Stewart Shawna Molcak Cynthia Johnston Martina Jerant Kelly Boucher Merlelynn Lange-Harris | Zaïre Mabika Mwadi Lukengu Ngalula Kongolo Amba Kasala Kamanga Muene Tshijuka Kakengwa Pikinini Zaina Kapepula Nsunda Ngoyi Lileko Bonzali Kaninga Mbambi Daunai Lobela Mukendi Mbuyi                                      |

## Medaillespiegel
| Plaats | Land             | NOC    | Goud | Zilver | Brons | Totaal |
| ------ | ---------------- | ------ | ---- | ------ | ----- | ------ |
| 1      | Verenigde Staten | USA    | 2    | 0      | 0     | 2      |
| 2      | Brazilië         | BRA    | 0    | 1      | 0     | 1      |
| 2      | Joegoslavië      | YUG    | 0    | 1      | 0     | 1      |
| 4      | Australië        | AUS    | 0    | 0      | 1     | 1      |
| 4      | Litouwen         | LTU    | 0    | 0      | 1     | 1      |
| Totaal | Totaal           | Totaal | 2    | 2      | 2     | 6      |

St. Louis 1904 · Berlijn 1936 · Londen 1948 · Helsinki 1952 · Melbourne 1956 · Rome 1960 · Tokio 1964 · Mexico-Stad 1968 · München 1972 · Montréal 1976 · Moskou 1980 · Los Angeles 1984 · Seoel 1988 · Barcelona 1992 · Atlanta 1996 · Sydney 2000 · Athene 2004 · Peking 2008 · Londen 2012 · Rio de Janeiro 2016 · Tokio 2020 · Parijs 2024 · Los Angeles 2028
Medaillewinnaars 
Atletiek · Badminton · Basketbal · Boksen · Boogschieten · Gewichtheffen · Gymnastiek · Handbal · Hockey · Honkbal · Judo · Kanovaren · Moderne vijfkamp · Paardensport · Roeien · Schermen · Schietsport · Schoonspringen · Softbal · Synchroonzwemmen · Tafeltennis · Tennis · Voetbal · Volleybal · Waterpolo · Wielersport · Worstelen · Zeilen · Zwemmen